# Louis Dupont (homme politique, né en 1766)
 (septembre 2023).
Pour les articles homonymes, voir Louis Dupont et Dupont.
Louis Dupont est un homme politique français né le 17 avril 1766 à Lagraulière (Corrèze) et mort à une date inconnue.

## Biographie
Lieutenant de gendarmerie, il est député de la Corrèze en 1815, pendant les Cent-Jours. Il est ensuite promu capitaine et prend sa retraite en 1819.

## Sources
- « Louis Dupont (homme politique, né en 1766) », dans Adolphe Robert et Gaston Cougny, Dictionnaire des parlementaires français, Edgar Bourloton, 1889-1891 [détail de l’édition]